# Buchnera splendens
Buchnera splendens är en snyltrotsväxtart som beskrevs av Adolf Engler. Buchnera splendens ingår i släktet Buchnera och familjen snyltrotsväxter. Inga underarter finns listade i Catalogue of Life.